# La colline a des yeux 2 (film, 2007)
Cet article concerne le film de Martin Weisz. Pour le film de Wes Craven, voir La colline a des yeux 2.
Pour les articles homonymes, voir La colline a des yeux.
Série La colline a des yeux
La colline a des yeux
(2006)
Pour plus de détails, voir Fiche technique et Distribution.
La colline a des yeux 2 ou Le visage de la peur 2 au Québec (The Hills Have Eyes II) est un film américain réalisé par Martin Weisz et sorti en 2007. Il s'agit de la suite de La colline a des yeux d'Alexandre Aja sorti en 2006.

## Synopsis
Après les événements du premier film, le lieu du carnage dans le Secteur 16, a été placé sous surveillance électronique par un petit groupe de scientifiques et de militaires. En parallèle, un groupe de jeunes recrues de la Garde Nationale est à l'entraînement. Pour se rendre à leur stand de tir, ils doivent passer par le Secteur 16 en faisant un détour par le camp des scientifiques. Mais à leur arrivée, le camp est vide. Intrigués par un signal radio venant des collines environnantes, les jeunes soldats décident de partir pour trouver l'origine du signal. Ce qu'ils ne savent pas, c'est que les collines sont habitées par une tribu de mutants cannibales et défigurés qui attendent leurs proies pour se nourrir et se reproduire. L'enfer peut (re)commencer.

## Fiche technique
- Titre français : La colline a des yeux 2
- Titre québécois : Le visage de la peur 2
- Titre original : The Hills have Eyes 2
- Réalisation : Martin Weisz
- Scénario : Jonathan Craven et Wes Craven
- Musique : Trevor Morris
- Photographie : Sam McCurdy
- Montage : Sue Blainey et Kirk M. Morri
- Production : Wes Craven, Peter Locke (en) et Marianne Maddalena (en)
- Sociétés de production : Craven-Maddalena Films, Dune Entertainment et Fox Atomic
- Pays d'origine :  États-Unis
- Durée : 89 minutes
- Genre : horreur
- Dates de sortie : 
  - États-Unis : 23 mars 2007
  - France : 20 juin 2007
- Film interdit aux moins de 16 ans lors de sa sortie en France.

## Distribution
- Michael McMillian (V. F. : Jérémy Prévost ; V. Q. : Patrice Dubois) : David « Napoleon » Napoli
- Jessica Stroup (V. F. : Ariane Aggiage ; V. Q. : Karine Vanasse) : Amber Johnson
- Daniella Alonso (V. F. : Solal Valentin ; V. Q. : Annie Girard) : Missy Martinez
- Jacob Vargas (V. F. : Philippe Bozo ; V. Q. : Manuel Tadros) : Crank Medina
- Lee Thompson Young (V. F. : Diouc Koma ; V. Q. : Benoit Éthier) : Delmar Reed
- Ben Crowley (V. F. : Damien Ferrette ; V. Q. : Marc-André Bélanger) : Stump Locke
- Eric Edelstein (V. F. : Lionel Tua ; V. Q. : Thiéry Dubé) : Splitter Cole
- Flex Alexander (V. F. : Frantz Confiac ; V. Q. : Pierre Auger) : le sergent Jeffrey « Sarge » Millstone
- Reshad Strick (V. F. : Axel Kiener ; V. Q. : Tristan Harvey) : Mickey Elrod
- Derek Mears (V. F. : Julien Chatelet) : Chameleon
- Philip Pavel (V. F. : Julien Chatelet) : Dr Foster
- Cécile Breccia (V. F. : Cécile Breccia) : Femme enceinte

Source et légende : Version française (V. F.) sur RS Doublage et AlloDoublage

## Production
A noter que le blu-ray français de chez FOX comporte la piste québécoise et n'a jamais été corrigé à ce jour.